# Folioquinpes chathamensis
Folioquinpes chathamensis is een eenoogkreeftjessoort uit de familie van de Laophontidae. De wetenschappelijke naam van de soort werd in 1904 voor het eerst geldig gepubliceerd door Georg Ossian Sars.